# ТГМ4
ТГМ4 — советский четырёхосный тепловоз с гидропередачей, сконструированный на Людиновском тепловозостроительном заводе на базе тепловозов ТГМ3 и ТГМ6А.
ТГМ4, по сути, является продолжением ТГМ3, но с новым дизелем взамен не совсем удачного М753. На тепловозе установлен четырёхтактный шестицилиндровый дизель 211Д-1, 211Д-2 или 211Д-3 (тип 6ЧН 21/21 согласно ГОСТ) с наддувом и непосредственным впрыском топлива. При 1400 об/мин дизель развивает мощность 750 л. с.
На тепловозе ТГМ4 установлен балласт весом 15 тонн.
Первый опытный образец тепловоза ТГМ4 был изготовлен в 1971 году. Всего построено 2659 секций.

## Модификации

### ТГМ4А
Отличается от ТГМ4 тем, что на нём уложен балласт только 3 тонны, при этом сцепной вес составлял 68 тонн, вместо 80 тонн у основного варианта тепловоза.
А также модификации ТГМ4 и ТГМ4А имеют разные осевые редукторы.
Первый опытный образец тепловоза ТГМ4А был изготовлен в 1971 году. Всего построено 2918 машин. В 1989 году начал изготавливаться под серией ТГМ4Л, где «Л» — значит лёгкий.
ТГМ4А и ТГМ4 оборудованы гидропередачами марки УГП750/202ПР2, приводящие в движение локомотив, при этом может обеспечиваться максимальная скорость:
на маневровых режимах — 27 км/ч;
на поездных — 55 км/ч.
- ТГМ4А-2536, вид со стороны малого капота
- ТГМ4А-1717, вид со стороны большого капота
- ТГМ4А-2582, вид сверху

### ТГМ4Б
Глубоко модернизированный тепловоз, созданный на базе ТГМ4 и унифицированный с ТГМ6Д. Установлен другой дизель: 211Д3М (814 л. с.), при этом конструкционная скорость увеличилась с 55 км/ч до 65 км/ч. Часть локомотивов поставлялась с кабиной аналогичной ТГМ6Д, а часть имела кабины аналогичные ТГМ4А (примерно до 300-х номеров, за исключением номеров 0001 и 0002). Построено как минимум 1085 секций (по состоянию на июнь 2017 года). С 984-го номера выпускается на бесчелюстных тележках. Со 2 августа 2017 производство тепловозов серии ТГМ4Б прекращено по причине того, что конструктивные особенности этих тепловозов не позволяют реализовать требования ТР ТС 001/2011.
- ТГМ4Б-0684, вид со стороны большого капота
- ТГМ4Б-1038, вид со стороны малого капота
- ТГМ4Б-0984 с грузовым поездом

### ТГМ4БЛ
Тепловоз ТГМ4Б с уменьшенной до 68 тонн сцепной массой. В небольших количествах производился (и по последним данным производится в настоящее время разовыми экземплярами) на экспорт.
В начале 1990-х годов восемь тепловозов ТГМ4БЛ были изготовлены в тропическом исполнении для экспорта на Кубу, но так и не были отправлены заказчику. Позже они были переделаны для использования в климатических условиях средних широт и проданы некоторым промышленным предприятиям СНГ, но почему-то оставлены с кубинской серией 37.

### ТГМ4Б-УГМК
Тепловоз ТГМ4Б-УГМК является результатом глубокой модернизации ранее выпущенных тепловозов серии ТГМ4 различных индексов. Модернизация проводится Шадринским автоагрегатным заводом по проекту компании Woodward-MEGA. В ходе модернизации все расположенные на главной раме узлы и агрегаты, включая кабину и элементы кузова, демонтируются и заменяются на новые. В конструкцию экипажной части каких-либо изменений не вносится. Конструкция тележек не изменяется, производится только их ремонт, включая восстановление колёсных пар, автосцепок и т. д.
- ТГМ4Б-УГМК-0659, вид со стороны малого капота и кабины
- ТГМ4Б-УГМК-0659 во время сборки, вид со стороны большого капота
- ТГМ4Н-УГМК-0001 вид сбоку